# Omakase
Omakase (jap. お任せ) bezeichnet eine japanische Essenstradition beim Restaurantbesuch. Der Begriff bedeutet: „Ich überlasse es Dir.“ Man will damit sagen, dass der Koch über das Essen entscheiden soll und man selbst keine Auswahl aus der Menükarte treffen will.

## Handhabung

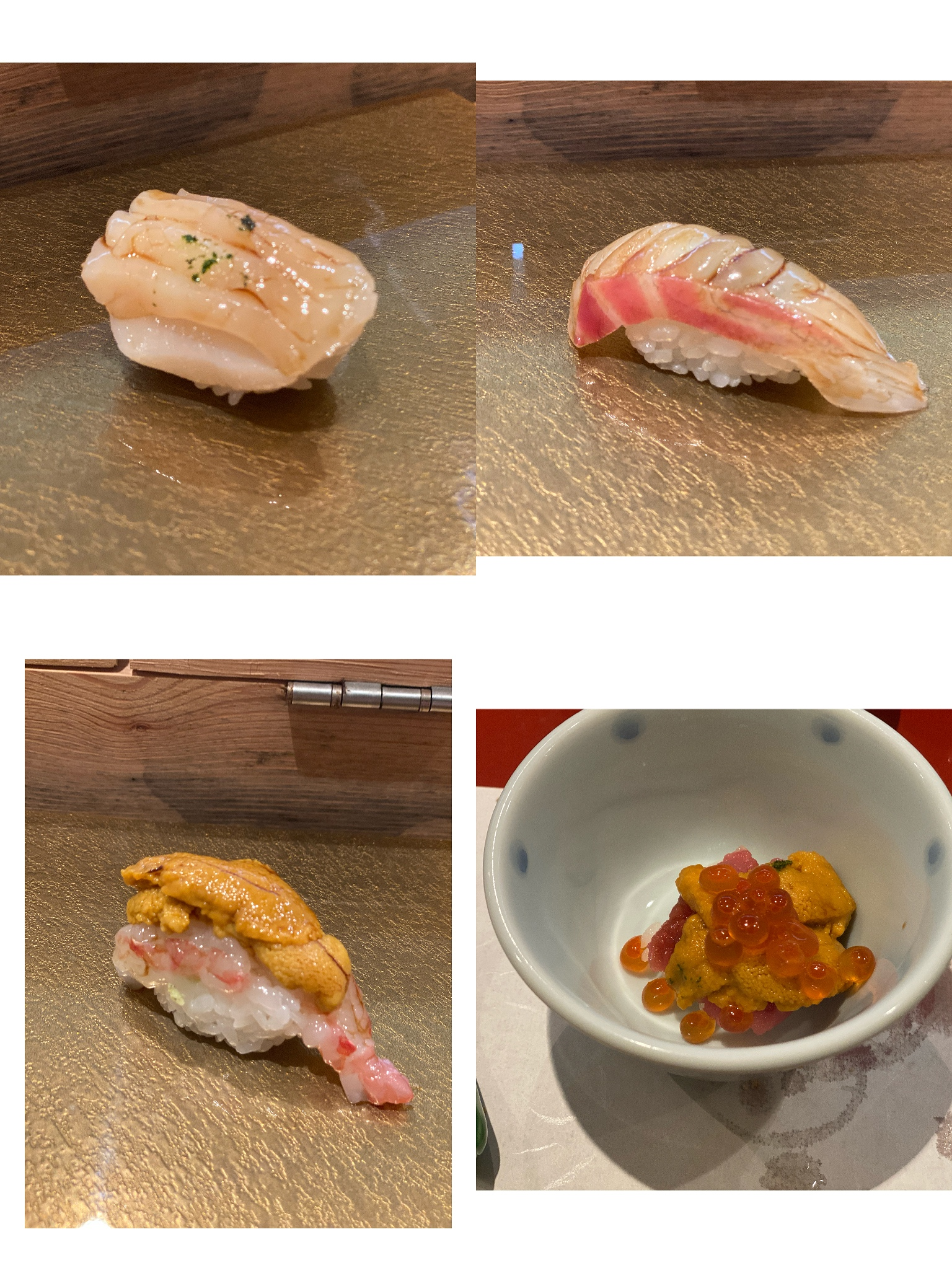
Ausschnitt aus einem Omakase mit 12 Teilen

Vor allem in guten Sushi-Restaurants in Japan wird der Begriff „Omakase“ verwendet. Aber auch außerhalb der Sushi-Küche kann man den Begriff in der gehobenen japanischen Gastronomie antreffen und inzwischen wird er auch außerhalb Japans angewendet. Der Koch entscheidet bei Omakase selbst über die Reihenfolge und Zusammensetzung der einzelnen Bestandteile des Menüs. Der Gast schenkt dabei dem Koch sein volles Vertrauen. Der Koch fühlt sich geehrt und bemüht sich, eine besonders ansprechende Auswahl an Gerichten zu servieren sowie auch kunstvoll zu präsentieren. Üblicherweise sitzen die Gäste so, dass sie dem Koch bei der Zubereitung zuschauen können und sich mit ihm unterhalten können. Die Auswahl hängt davon ab, welche Zutaten der Koch gerade frisch und in hoher Qualität vorrätig hat. Es kann vorkommen, dass mittendrin ein aufmerksamer Koch sein ursprüngliches Konzept ändert, weil er feststellt, dass sein Gäste irgendetwas besonders gerne mögen bzw. nicht so gerne mögen.
Um Diskussionen über die Rechnung vorzubeugen, gibt es Restaurants, bei denen man vorab einen Pauschalpreis für eine Basisversion besprechen kann. Vorzugsweise ist es jedoch ein Bestellvorgang, bei denen sich die Beteiligten vertrauensvoll kennen und der einladende Gast bereits Stammkunde ist.